# 島根県立しまね海洋館

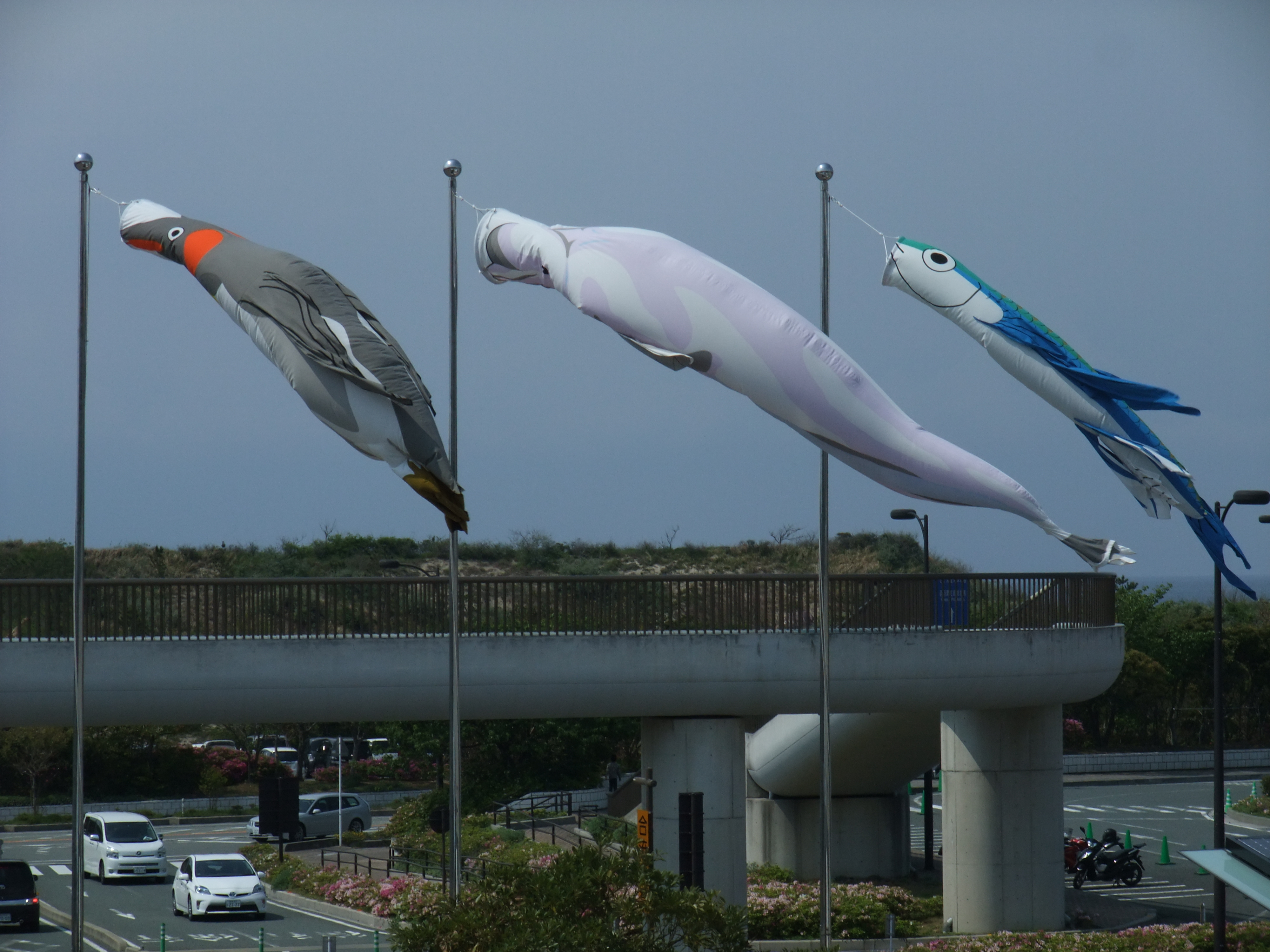
ゴールデンウィーク連休のみ見られるこいのぼりならぬ「ペンギンのぼり、いるかのぼり、あごのぼり」

島根県立しまね海洋館（しまねけんりつしまねかいようかん、Shimane AQUAS Aquarium）は、島根県浜田市久代町と江津市波子町にまたがる水族館。愛称はアクアス。管理運営は公益財団法人しまね海洋館が行っている。

## 施設の特徴

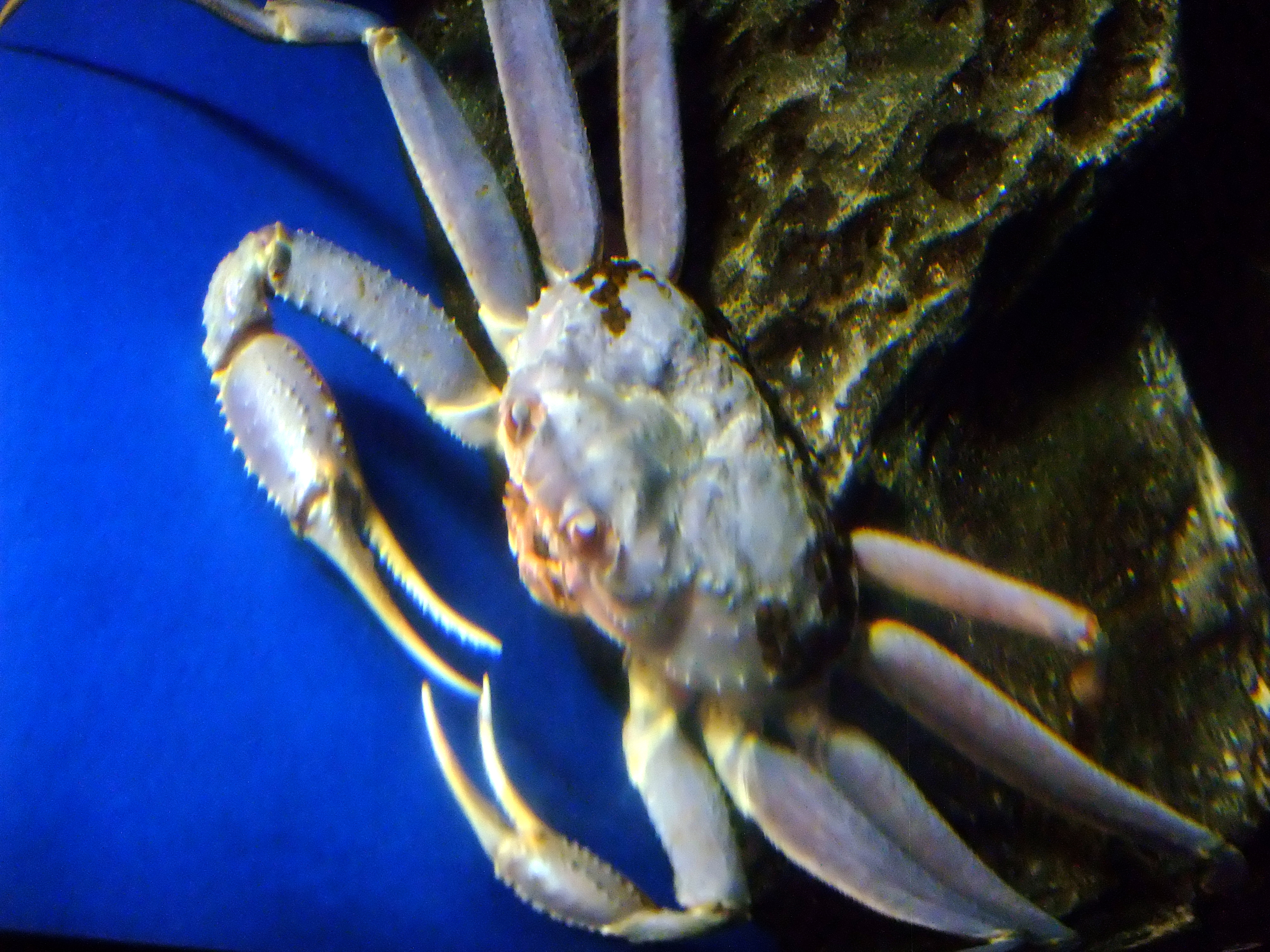
2011年3月より展示開始された珍しい「青いズワイガニ」

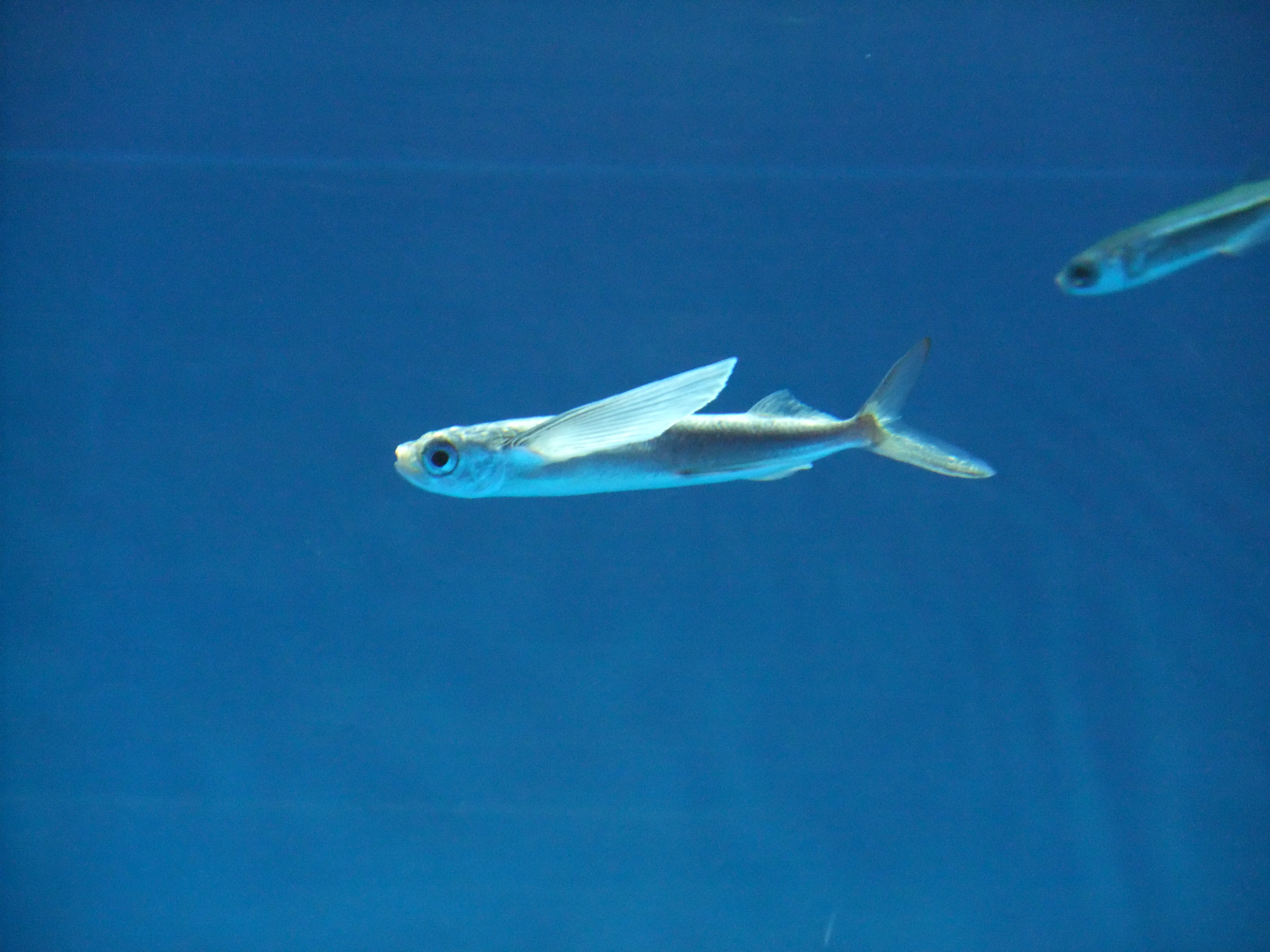
島根県の「県の魚」トビウオ（地元名物「野焼き」の材料）も展示されている

2000年（平成12年）4月15日にオープンした。中四国地方最大級の水族館で、「しまねの海から日本海、そして世界の海へ…」をコンセプトにしている。
西日本では唯一シロイルカを見ることができる水族館で、シュモクザメやマダラトビエイなど、約400種10,000点の海の生物たちに会うことができる。
シロイルカによる「バブルリング」と言われる、ダイバーにより口腔内に貯めた空気を煙草の輪煙のように出して見せるパフォーマンスにより一躍水族館が注目されるようになった。2007年10月より、ソフトバンクのCMで「島根の（上戸彩演じる白戸彩の）おじさま」と言う役で、シロイルカ3頭の内の1頭である「ケーリャ」がバブルリングをする様で登場し、2013年にはさらに香川真司演じる「シンジ」の父という設定が付加されて再登場した。なお、このバブルリングパフォーマンスは2009年4月を最後に、雌のシロイルカ出産のため、約2年休止していた。代わりに新たに2011年4月にオープンした新シロイルカプールでシロイルカの親子の泳ぐ姿を見ることが可能であった。
パフォーマンスは2011年12月16日より再開され、翌年より、子供のシロイルカもショーデビューを果たしている。
2008年11月13日、本館の西側に「ペンギン館」がオープンした（2008年4月、ペンギン館の建設中に、水槽に使用するアクリル板の破損事故が発生した。このアクリル板は特注のものだったため工期が遅れ、オープンは2008年7月の予定から2008年11月中旬に延期となった）。
ペンギン館の水槽は、全国的にも珍しい、逆L字型のアクリル板を使用しており、観客はペンギンの泳ぐ姿を正面と頭上に見ることが出来る。飼育しているペンギンは、キングペンギン、ジェンツーペンギン、イワトビペンギン、フンボルトペンギン、の4種類。こちらもシロイルカ同様繁殖に成功している。

## 主な施設
- 水族館内
  - エントランスホール
  - しまねの海
  - 神話の海（サメ、エイ、カメなど）
  - 創造の海
  - 展示室(1)マイクロアクアリウム
  - 交流の海
  - 冒険の海
  - 標本展示室・図書コーナー
  - アシカ・アザラシプール
  - シロイルカの水槽
  - ミュージアムショップ
  - ペンギン館
- 館外施設

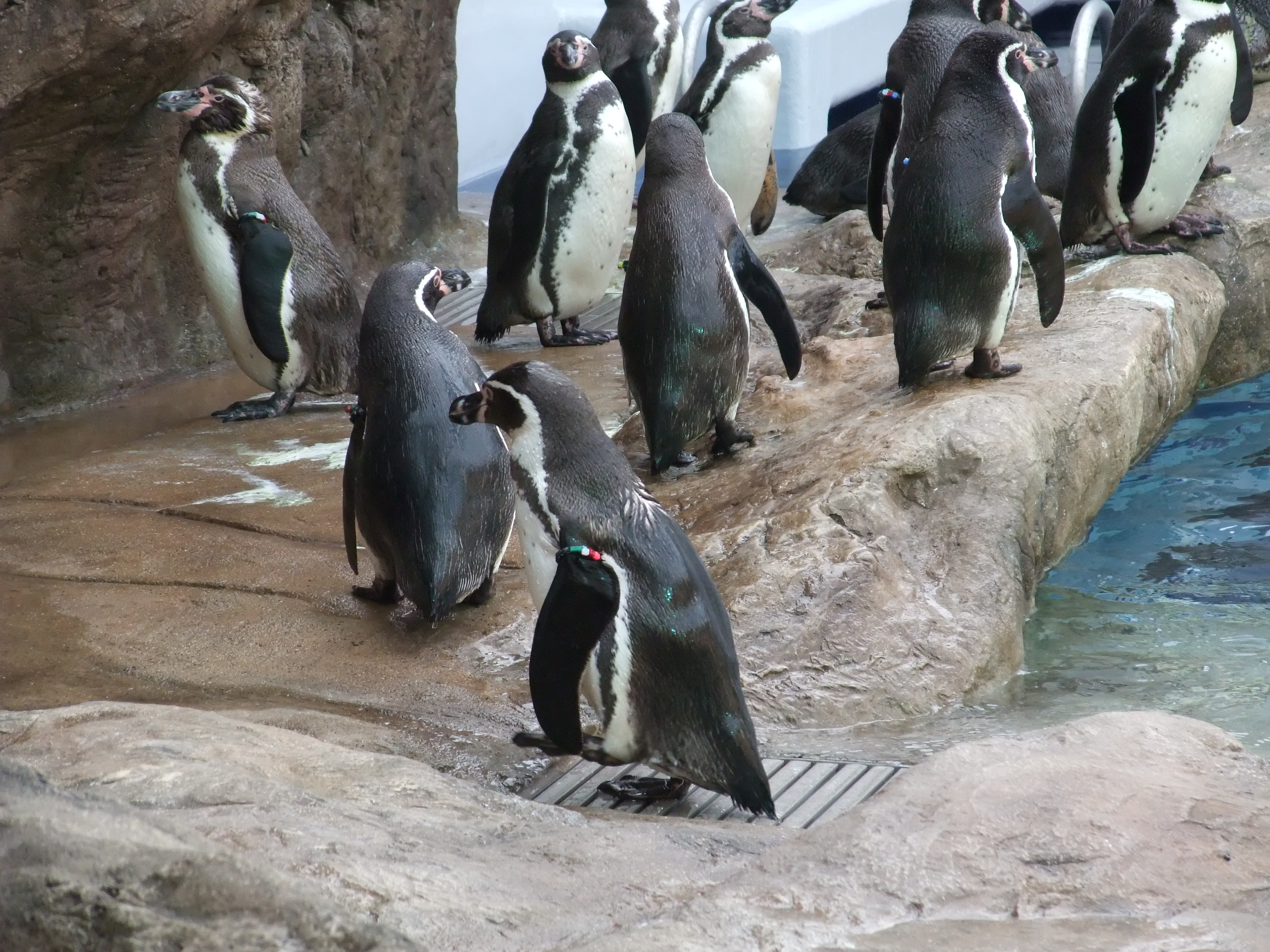
ペンギン館のフンボルトペンギン

  - はっしータワー - 国道9号の上を通る、砂浜と水族館を繋ぐ歩行者専用橋
  - マリンハウス
  - アクアスランド
  - 子ども広場
  - はっしー広場 - 石見神楽の定期公演ステージがある
  - 環境ふれあい館（花と緑の園）

## バブルリングについて

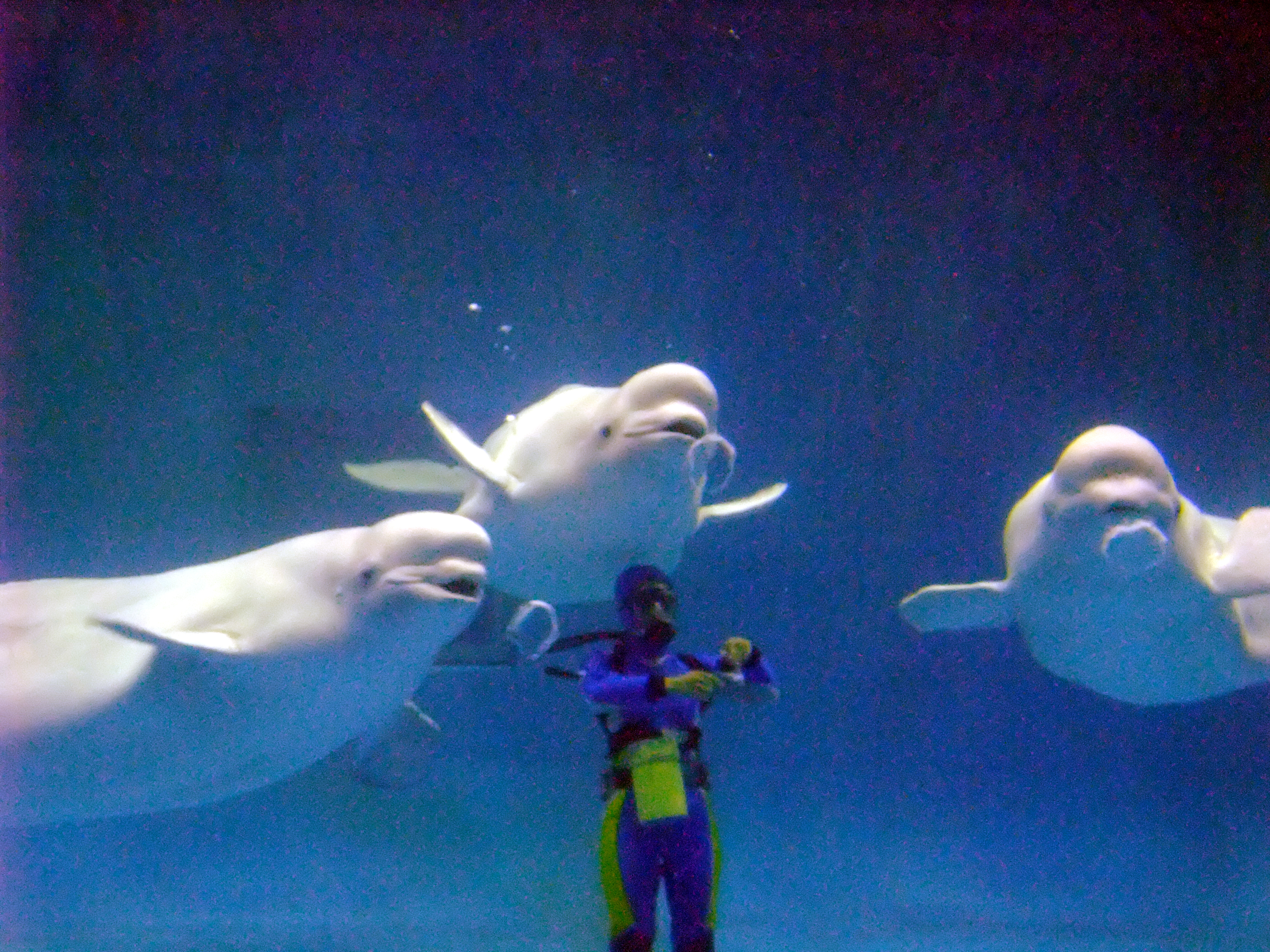
幸せのバブルリング

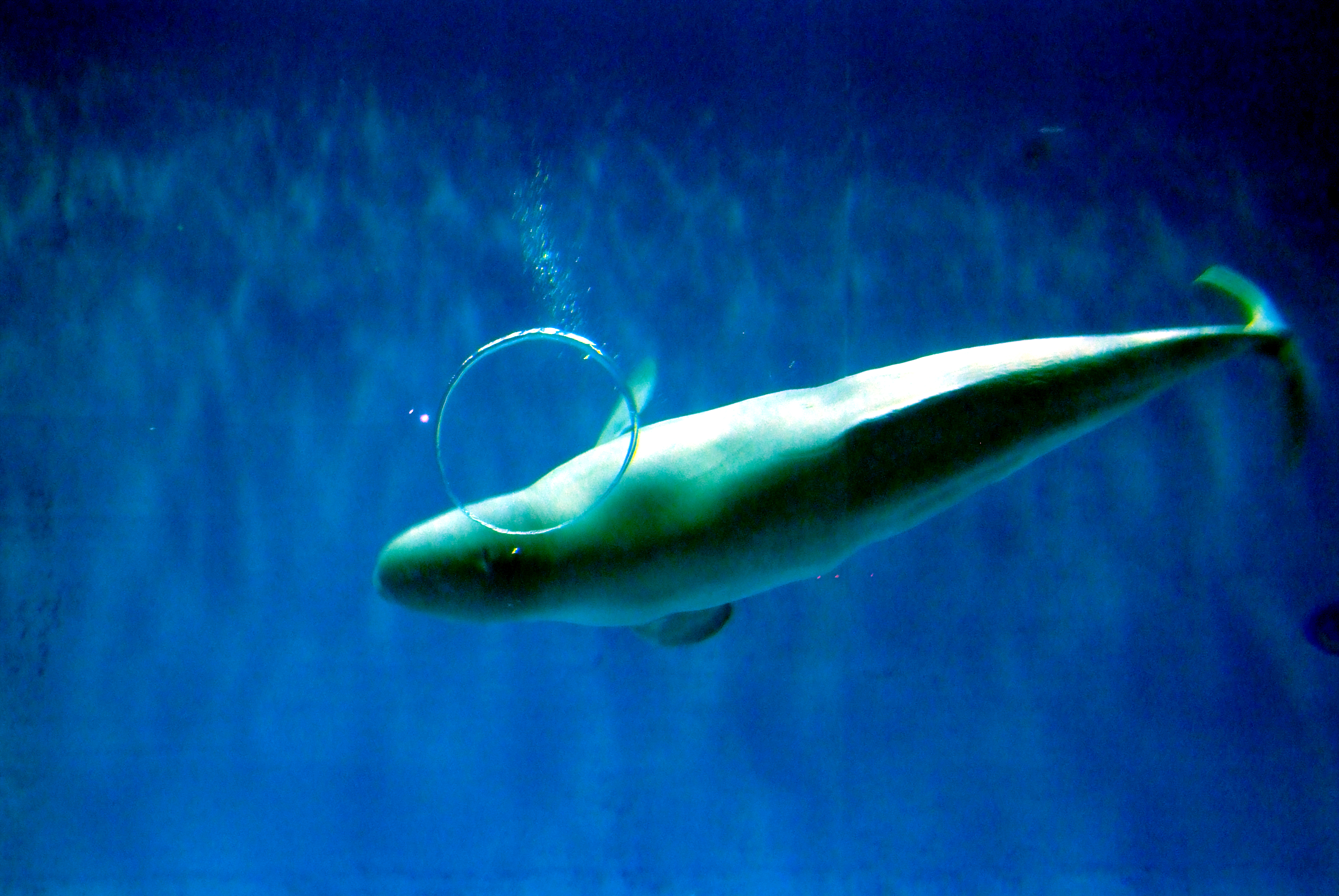
ニューバブルリング 『マジックリング』

2005年夏ごろからバブルリングで遊び始めたのはアーリャ（雌）。現在一緒に生活している残る2頭のナスチャ（雌）、ケーリャ（雄）についても、2007年5月、3頭同時のバブルリングを計画し、トレーニングを重ねた結果、2007年7月より公開できるようになり、海外へも広く紹介された。アーリャ（雌）のバブルリングはショーの間でなくとも、勝手に遊ぶ姿を見ることが可能である。
なお、バブルリングは世界で初の出来事で、展示課の海獣トレーナー、前原菜穂さんが2006年11月、アメリカ・ハワイで開かれた海洋哺乳者らの国際会議「IMATA2006」でアーリャのバブルリングを発表。初発表者部門1位、行動トレーニング、出席者投票両部門で各2位に選ばれた。「幸せのバブルリング」は特許庁商標原簿に2007年9月28日付で商標登録されている。
さらに2012年12月より、アクアス産まれの雄「シーリャ」によるパフォーマンスも開始され、何も無い場所から突然リングが現れる「マジックリング」と言う新しいバブルリングが行われている。

## 建築概要
- 延床面積：約9,000m2
- 構造：鉄筋コンクリート3階建
  - 建物はサメの形になっている。
- 総水量：約4,500t
- 所在地：〒697-0004 島根県浜田市久代町1117-2
  - 施設面積の多くは江津市に跨るため、報道時に「浜田市・江津市」と表記される。

## 交通アクセス

### 鉄道
- JR山陰本線波子駅より徒歩約10分

### バス
- JR山陰本線浜田駅より江津駅行(石見交通周布江津線)「アクアス前」下車すぐ（所要時間約16分）
- JR山陰本線江津駅より浜田駅行（同上）「アクアス前」下車すぐ（所要時間約18分）